# Église de l'Annonciation de Gudja
L'église de l'Annonciation est une église catholique située à Gudja, à Malte.

## Historique
Trois églises sont consacrées à Notre-Dame de l'Annonciation à Gudja. Celle-ci date de 1754.